# کاتالوگ انجمن ستاره‌شناسی
کاتالوگ انجمن ستاره‌شناسی یک کاتالوگ ستاره‌ای اخترسنجی بود که بدست انجمن ستاره‌شناسی منتشر می‌شد. نخستین ویرایش گردآوری‌شده آن به نام AGK1 در ۱۸۶۱ (میلادی) توسط فریدریش ویلهلم ارگلاندر آغاز شد. این کاتالوگ از ۱۸۹۰ (میلادی) تا ۱۹۵۴ (میلادی) منتشر می‌شد و در آن ۲۰۰,۰۰۰ ستاره با قدر ظاهری کمتر از ۹ را فهرست می‌کرد.
ویرایش دوم AGK2 در دهه ۱۹۲۰ (میلادی) آغاز و بین ۱۹۵۱ (میلادی) تا ۱۹۵۸ (میلادی) منتشر شد. در این ویرایش از داده نگاره‌برداری رصدخانه بن و رصدخانه هامبورگ استفاده شد.
ویرایش سوم AGK3 در ۱۹۵۶ (میلادی) آغاز و در ۱۹۷۵ (میلادی) منتشر شد. این ویرایش ۱۸۳,۱۴۵ ستاره را در شمال میل (ستاره‌شناسی) ۲- را در بر می‌گیرد. میانگین خطای مکانی آن ۰/۱۳± دقیقه و ثانیه کمان و میانگین خطای حرکت خاص آن ۰/۰۰۹± دقیقه و ثانیه کمان در سال است.